# Şile
Şile é um distrito e cidade na costa do mar Negro, que faz parte da província de Istambul e da área  metropolitana de Istambul, Turquia. Possui 780 quilômetros quadrados e segundo censo de 2018, havia 36 516 habitantes, dos quais 15 584 só na cidade. Situa-se cerca de 70 quilômetros a nordeste do centro de Istambul